# Miracolo eucaristico di Sankt Georgenberg-Fiecht

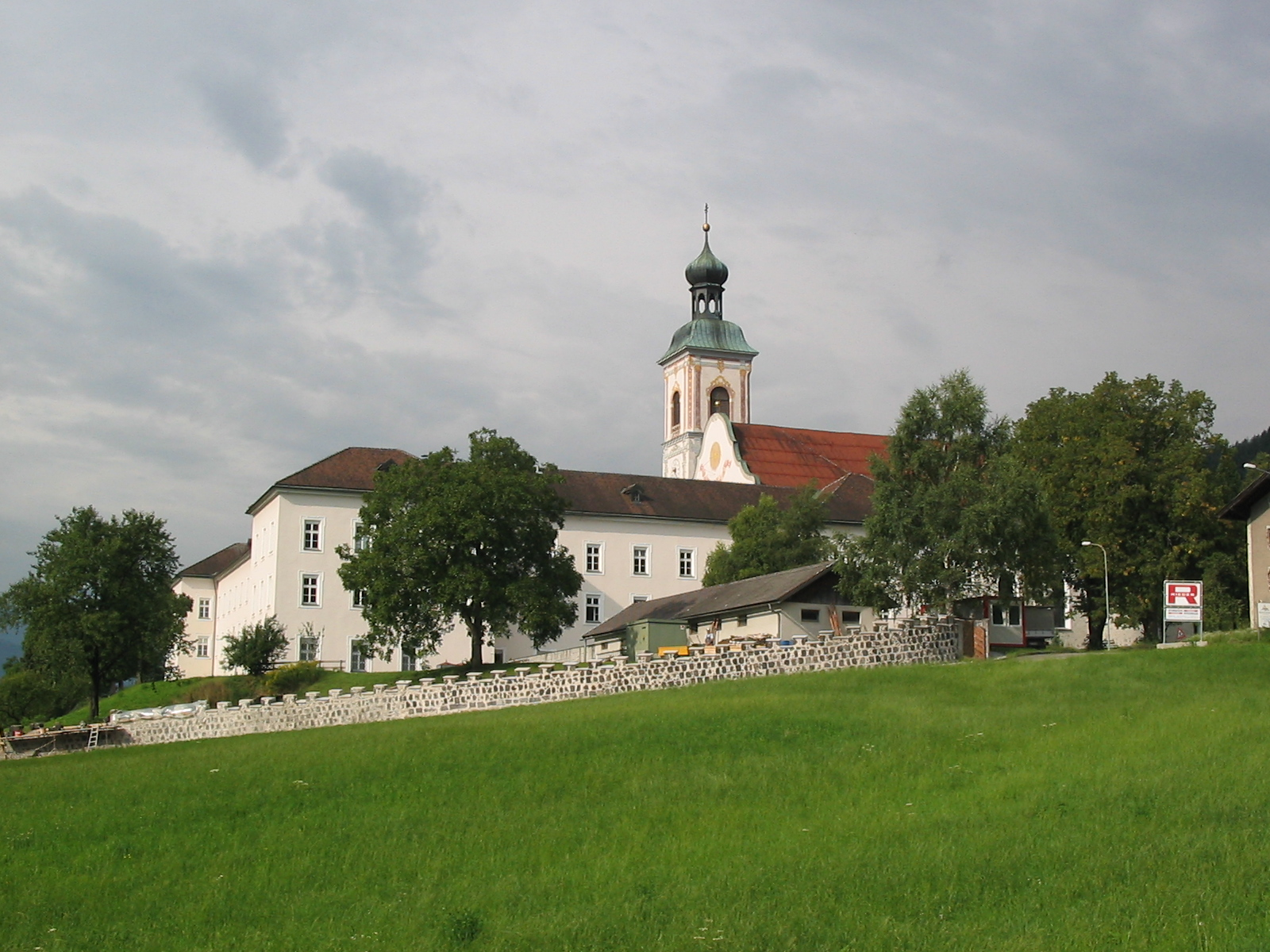
L'abbazia di St. Georgenberg-Fiecht

Il miracolo eucaristico di Sankt Georgenberg-Fiecht sarebbe avvenuto nell'omonima cittadina austriaca nell'anno 1310: mentre un sacerdote celebrava la messa,  il vino consacrato contenuto nel calice si sarebbe trasformato in sangue.

## Storia
Nel 1310, nel piccolo centro austriaco di Sankt Georgenberg-Fiecht, nella valle dell'Inn, mentre un sacerdote celebrava la Messa nell'abbazia benedettina dedicata a San Giorgio martire e a San Giacomo apostolo, dubitò che sotto le specie del vino consacrato ci fosse realmente il sangue di Cristo. Secondo quanto tramandatoci dalla tradizione, il vino si trasformò allora in sangue, cominciando a ribollire e fuoriuscendo dal calice davanti all'assemblea. Per lo spavento il sacerdote non riuscì a bere tutto il contenuto del calice, che fu così conservato.
La notizia si diffuse e iniziarono ad affluire numerosi pellegrini. Nel 1472 il vescovo Georg von Brixen inviò a Sankt Georgenberg-Fiecht Johannes Lösch, abate di Wilten, insieme ai parroci Sigmund Thaur e Kaspar di Absam.
L'inchiesta raccolse numerose testimonianze e il presunto miracolo fu dichiarato autentico. La reliquia fu conservata in un tabernacolo di marmo bianco, portato da Genova, ed esposta all'adorazione dei fedeli. Nel 1480, secondo la descrizione di un cronista dell'epoca "il sangue era ancora fresco come se fosse uscito oggi da una ferita".
Tra i devoti ci furono anche il vescovo di Trieste e quello di Bressanone, che concessero indulgenze ai pellegrini in preghiera.
L'episodio è narrato in una tavola documentaria posta vicino all'altare; una seconda tavola racconta come la reliquia avrebbe aiutato i credenti a conservare la fede cattolica durante la Riforma Protestante.